# Parque nacional marino de Abrojos
El Parque Nacional Marino de Abrojos (en portugués: Parque Nacional Marinho dos Abrolhos) es un parque nacional de Brasil que se encuentra en el sur de la costa del estado de Bahía, en el archipiélago de Abrojos, entre las coordenadas geográficas 17º25 'a 18º09' S y 38º33 'a 39º05' W . Fue el primer parque de Brasil en recibir el título de "Parque Nacional Marino", por Decreto Nº 88.218 del 6 de abril de 1983. Es administrado por el Instituto Chico Mendes para la Conservación de la Biodiversidad (ICMBio). El parque es de vital importancia, ya que alberga la mayor biodiversidad marina en todo el océano Atlántico Sur.

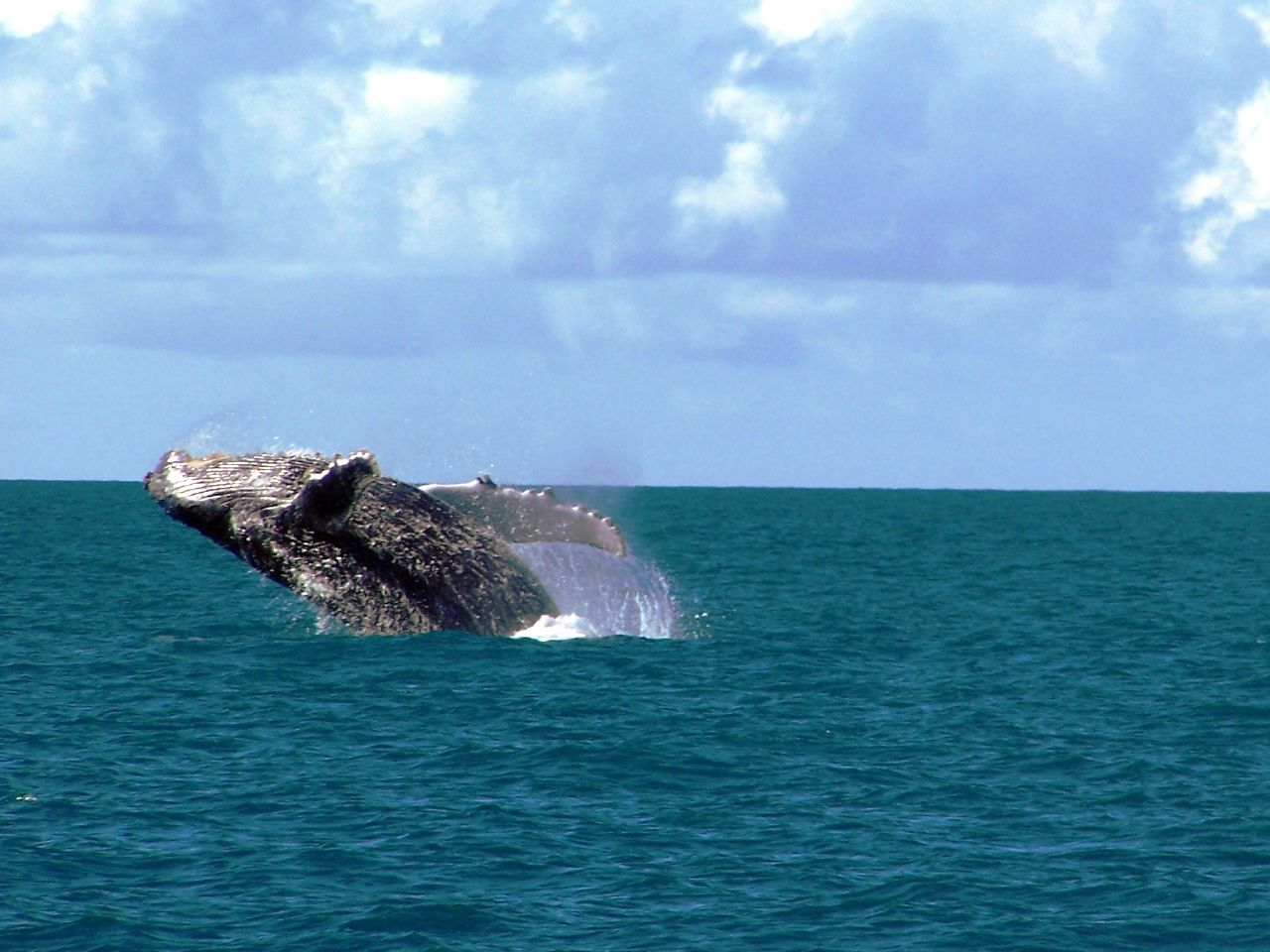
Una ballena jorobada haciendo coreografía en Abrojos

En esta región, tiene lugar la famosa temporada de ballenas jorobadas, que eligen el agua caliente del mar de Bahía para la cría y cuidado de los crías, y proporciona la práctica de la observación de ballenas o de  turismo de avistamiento de ballenas, siendo un importante destino turístico de su tipo en el país. Y por lo que se considera el mayor vivero de especies de cría a través del Atlántico sudoccidental.